# Stefan Nehmé
Stefan  Nehmé, arab. يوسف نعم (ur. 8 marca 1889 w Lehfed, zm. 30 sierpnia 1938 w Kfifane) – libański maronita (baladyta), błogosławiony Kościoła katolickiego.
Pochodził z wielodzietnej rodziny. Został ochrzczony w dniu 15 marca 1889 roku jako Józef. W 1905 roku rozpoczął nowicjat w zakonie maronickim, a w dniu 23 sierpnia 1907 złożył śluby zakonne przyjmując imię Stefan.
Zmarł mając 49 lat w opinii świętości.
Został beatyfikowany przez papieża Benedykta XVI w dniu 27 czerwca 2010 roku.